# Mamadou Coulibaly (homme politique malien)
Pour les articles homonymes, voir Mamadou Coulibaly et Coulibaly.
Maître Mamadou Coulibaly est un homme politique malien, né à Bougouni en 1958. Il est ministre de l'équipement, des transports, du logement et de l’urbanisme du Mali du 25 avril au 15 décembre 2012.

## Carrière politique
Administrateur civil, Mamadou Coulibaly est diplômé de l'École nationale d'administration (ENA) de Bamako.
C'est dans le commandement territorial qu'il aura effectué en grande partie sa carrière administrative comme :
- chef d’arrondissement de Farach (Tombouctou), puis  de Diaramana (Ségou)[1] ;
- deuxième adjoint au commandant de cercle de Nara (Koulikoro), avec fonction de régisseur de recettes[1] ;
- premier adjoint au commandant de cercle de Nara, puis au commandant de cercle de Ségou[1] ;
- adjoint au Délégué du Gouvernement dans le cercle de Ségou[1].

Sur le plan administratif, Mamadou Coulibaly a été aussi :
- inspecteur au contrôle des services et organismes publics de l’État à Ségou[1] ;
- secrétaire général du Groupe d’études et de recherches sur la démocratie et le développement économique et social (GERDDES-Afrique)[1] ;
- président de la délégation spéciale de la Commune urbaine de Ségou, avec fonction de Maire[1] ;
- inspecteur des domaines et des affaires foncières[1] ;
- secrétaire général du ministère du Logement, des affaires foncières et de l’urbanisme[1].
- Notaire International du Service budgétaire du Mali

Après le coup d'État du 21 mars 2012, il assure l'intérim à la tête du ministère du logement, des affaires foncières et de l’urbanisme. Il devient ministre de l'équipement, des transports, du logement et de l’urbanisme le 25 avril 2012 dans le gouvernement Diango Cissoko I. Il quitte son ministère le 15 décembre 2012 avec la fin du Gouvernement Diango Cissoko II.

## Sources
1. 1 2 3 4 5 6 7 8 9 10 11  « Ministère de l’Equipement, des Transports, du Logement et de l’Urbanisme : Mamadou Coulibaly, un administrateur chevronné aux commandes », L'Indépendant,‎ 26 avril 2012 (lire en ligne)
2. ↑  Camille Dubruelh, « Mali : un nouveau gouvernement composé de techniciens et de militaires », Jeune Afrique,‎ 25 avril 2012 (lire en ligne)
3. ↑  « Nouvelle architecture gouvernementale : 30 membres, 6 entrants et 8 partants », Le Prétoire,‎ 17 décembre 2012 (lire en ligne)

Ministre de l’Equipement, des mines, du logement et de l'urbanisme:Mamadou Coulibaly»